# Земля Ван-Дімена

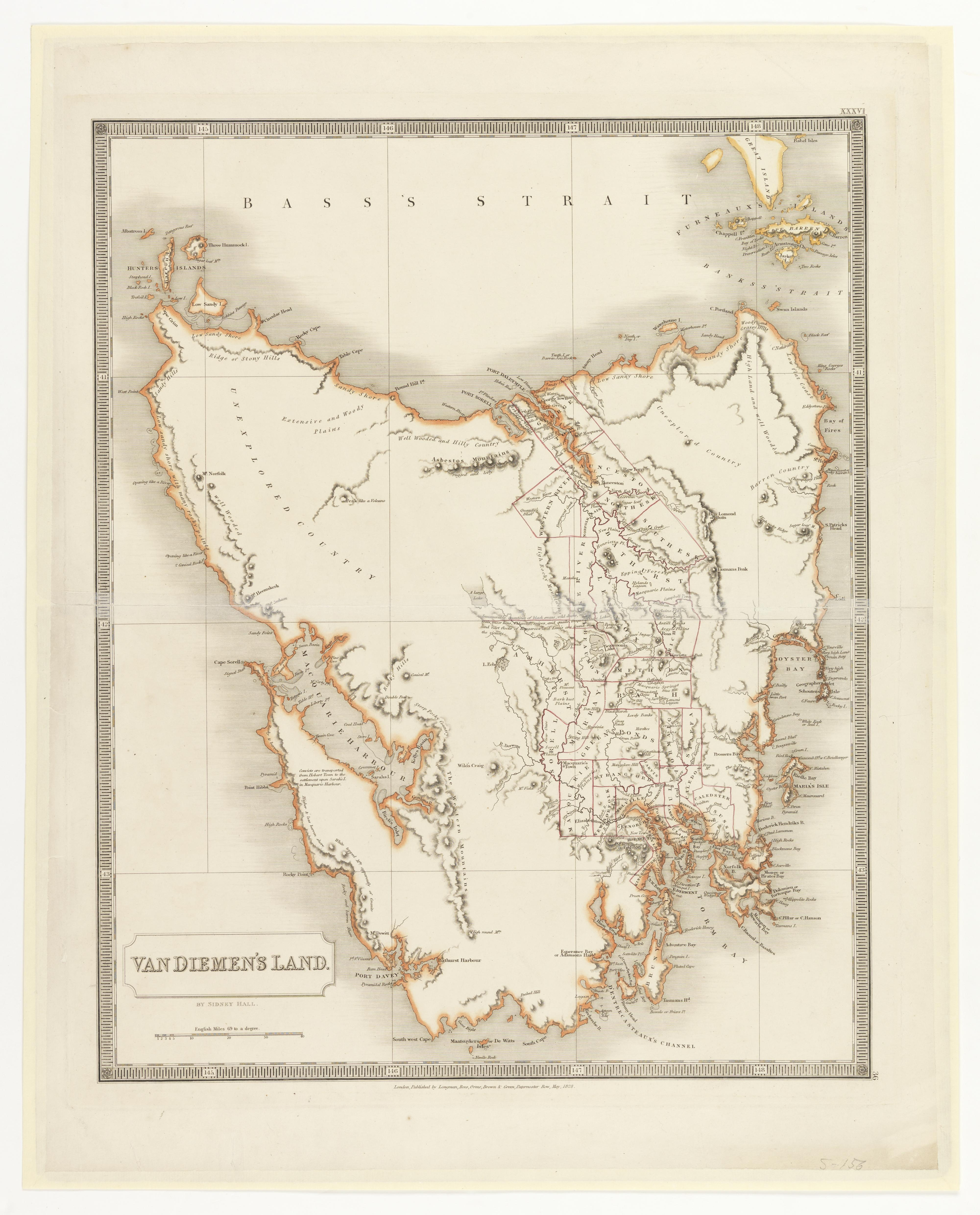

Земля Ван-Дімена — це інша назва острова Тасманія, який входить до території Австралії. Назву острова було змінено на «Тасманія» у 1856 році.

## Історія

### Дослідження острова
Голландський дослідник Абель Тасман став першим європейцем, який висадився на Тасманію в 1642 році. Висадка відбулася в затоці Блекмен. Тасман назвав острів на честь Антоні ван Дімена, генерал-губернатора голландської Ост-Індійської компанії, який відправив Тасмана у його плавання. Між 1772 і 1798 роками, лише південно-східна частина острова була відвідана людьми. Людям було невідомо про те, що Тасманія є островом аж до того часу, коли Метью Фліндерс і Джордж Басс пропливли навколо острова у 1798—1799 роках.
У січні 1793 року французька експедиція висадилася на острові та протягом 5 тижнів вивчала географію і природу острова. У 1802—1803 роках інша французька експедиція дослідила протоку Д'Антркасто і острів Марайа та нанесли на карту Бассову протоку.

### Рання колонізація
Мисливці на тюленів та китобої базувалися на Тасманії з 1798 року. У серпні 1803 року губернатор Нового Південного Уельсу Філіп Кінг відправив лейтенанта Джона Бовена розгорнути невелику військову заставу на східному березі річки Деруент, для того, щоби завадити французьким дослідникам заявити права на острів.
Від 24 вересня 1804 року до 4 лютого 1813 року острів було поділено на два адміністративні округи: територіальний округ Корнуол на півночі та територіальний округ Букінгем на півдні. Кордон між округами було проведено по 42 паралелі. Округом Корнуол керував Вільям Патерсон, а округом Букінгем керував Дейвід Коллінз.
Генерал-майор Ральф Дарлінг був призначений губернатором Нового Південного Уельсу 1825 року. В тому ж році він відвідав місто Гобарт і 3 грудня проголосив про створення незалежної колонії. Він був губернатором цієї колонії протягом 3 днів.
1856 року колонія отримала право на самоврядування та представницький парламент. Назву острова та колонії було офіційно змінено на «Тасманія» 1 січня 1856 року.

### Колонія для злочинців
Від 1800 і до 1853 року Земля Ван-Дімена була основною колонією для злочинців в Австралії. Через тимчасове припинення перевезення злочинців до Нового Південного Уельсу, всіх каторжників відправляли на Землю Ван-Дімена. У підсумку близько 73 000 каторжників перевезли на Землю Ван-Дімена. Це майже 40 % всіх каторжників, яких відправили в Австралію.
Чоловіки-каторжники відбували термін покарання на призначеній[прояснити] праці на вільних поселенців або у бригадах робітників, призначених для громадських робіт. Тільки найважчих в'язнів відправляли у в'язницю на півострові Тасман, яка була відома як Порт-Артур. Жінок-каторжниць призначали служницями в домашні господарства вільних поселенців або відправляли в трудові табори для жінок. На Землі Ван-Дімена було 5 таких таборів.
Каторжники, які відбули термін покарання, часто відразу залишали Землю Ван-Дімена. Багато з них поселилися у новій вільній колонії Вікторія, що тривожило вільних поселенців у містах, таких як Мельбурн.
Між поселенцями з Вікторії та поселенцями з Землі Ван-Дімена іноді зростала напруженість, особливо під час золотої лихоманки у Вікторії, коли поселенці з Землі Ван-Дімена кинулися на золоті копальні Вікторії.
Скарги від жителів Вікторії щодо недавно звільнених каторжників з Землі Ван-Дімена, які знову вчиняють злочини у Вікторії, були однією з причин для припинення перевезення каторжників на Землю Ван-Дімена у 1853 році.